# Félix Pons
Félix Pons Irazazábal (Palma de Mallorca, 14 de septiembre de 1942-ibídem, 2 de julio de 2010) fue un político socialista español.

## Biografía
Biznieto de José Luis Pons y Gallarza, promotor de los Juegos Florales e hijo de Félix Pons Marqués, democristiano opositor al franquismo dentro del grupo de Manuel Giménez Fernández que participó en el denominado «Contubernio de Múnich», por lo que fue deportado al volver a España.
Estudió en el Colegio Nuestra Señora de Montesión de Palma de Mallorca. Licenciado en Derecho por la Universidad de Barcelona en 1964. Abogado y profesor de Ciencia Política y Derecho político y Derecho administrativo.
Considerado uno de los políticos más destacados de la transición española, ingresó en el Partido Socialista Obrero Español (PSOE) en 1975. Fue elegido diputado al Congreso por Baleares en la legislatura constituyente y diputado del Parlamento de las Islas Baleares, donde fue Consejero de Trabajo y Sanidad del Consejo General Interinsular de Baleares.
Fue designado ministro de Administraciones Públicas en el segundo gobierno de Felipe González (4 de julio de 1985). Tras las elecciones generales de 1986, tras ser de nuevo diputado, fue elegido presidente del Congreso de los Diputados por 322 votos a favor, de un total de 350 escaños, cargo en el que se mantuvo hasta 1996.
Hasta su fallecimiento ejerció como abogado y profesor de Derecho Mercantil en la Universidad de las Islas Baleares. Recibió, entre otros galardones, la gran cruz de la Orden de Carlos III y la Medalla de Oro de la Comunidad Autónoma de Baleares.